# Betulia, Antioquia
Betulia là một khu tự quản thuộc tỉnh Antioquia, Colombia. Thủ phủ của khu tự quản Betulia đóng tại Betulia Khu tự quản Betulia có diện tích 252 ki lô mét vuông. Đến thời điểm ngày 28 tháng 5 năm 2005, khu tự quản Betulia có dân số 14464 người.